# Pholadidea suteri
Pholadidea suteri is een tweekleppigensoort uit de familie van de Pholadidae. De wetenschappelijke naam van de soort is voor het eerst geldig gepubliceerd in 1926 door Lamy.